# Pamphobeteus nigricolor
Памфобетус (лат. Pamphobeteus nigricolor) — вид пауков-птицеедов. Род обитает в центральных областях Южной Америки: Перу, Эквадор, Боливия, Колумбия, Бразилия. В природе большую часть дня эти пауки скрываются в пустотах под камнями, корнями деревьев, или в норах, а с наступлением сумерек выходят на охоту. Это очень крупные, мощные и массивные пауки, преобладающий окрас от бархатно-коричневого до чёрного. Самцы этого рода имеют более красочную и насыщенную окраску и могут сочетать в себе, кроме основных черно-коричневых цветов, оттенки от ярко-розового до синего и фиолетового.
Взрослые особи рода способны достигать 8—10 см в теле и 20—25 в размахе лап. Половозрелость у самки наступает в возрасте 4—5 лет, у самцов — 2—3 года. Количество яиц в коконе — 50—150. Условия содержания для всех памфобетусов схожи: высокая влажность 70 %-80 %, так как в природе живут на подтопляемых территориях. Температура в пределах 22-28°С. Террариум должен быть горизонтального типа, для взрослой особи минимум 30х30х25 см. Желательно укрытие. В целом, эти пауки отличаются большой выносливостью даже на ранних линьках.
Характер может варьироваться от спокойного до нервного и агрессивного. Молодые особи, как правило, более быстрые и пугливые. Агрессия взрослых особей проявляется в виде стойки с сильными ударами лап. Несмотря на размеры и массивность, эти пауки способны на короткие резкие рывки. Все особи рода имеют весьма жгучие стрекательные волоски и могут активно ими пользоваться. Яд этих пауков слаботоксичный, но это компенсируется огромными и мощными хелицерами, которые у взрослых особей могут достигать размеров около 3 см в развернутом виде.

## Морфология
Характерная черта самцов — тонкий эмбол без сужения на его вершине, самок — узкое основание сперматеки. Размер самца — 5—7 см, а вот самка может достигать размеров 8—10 см.